# HD 71141
HD 71141，又名BD-22 2262，SAO 175777、HR 3308，是一颗恒星，视星等为5.68，位于銀經244.38，銀緯8.36，其B1900.0坐标为赤經8h 20m 34.1s，赤緯-22° 8.36′ 47″。